# Мамедов, Алим Тахир оглы
Алим Тахир оглы Мамедов (азерб. Alim Tahir oğlu Məmmədov; род. 25 сентября 1950, Кировабад) — азербайджанский актёр. Заслуженный артист Азербайджанской ССР (1981). Народный артист Азербайджана (1992).

## Жизнь и деятельность
Алим Тахир оглы Мамедов родился 25 сентября 1950 года в Гяндже. В 1957 году он поступил в первый класс средней школы № 21, в 1965 году окончил восьмой класс этой школы, а в 1968 году окончил одиннадцатый класс рабоче-юношеской школы № 18. В 1967 году он поступил в Гянджинский государственный драматический театр и начал работать подсобным актером. Алим Мамедов, призванный на военную службу в 1969 году, вернулся в родной театр после окончания военной службы в 1972 году. Проработав здесь некоторое время актером, в 1972 году он поступил на заочное отделение «Культурно-просветительского» факультета Азербайджанского государственного художественного института имени М. А. Алиева и в 1977 году получил квалификацию педагога высшей ступени. С 1977 года постоянно работает актером в Гянджинском государственном драматическом театре. В 1981 году ему было присвоено почетное звание Заслуженного артиста Азербайджанской Республики, а в 1992 году — Народного артиста. Актер был награжден почетными грамотами и денежными премиями Министерства культуры в разные годы, а также премией «Лучший актер года» в 1994 году за исполнение роли Джавад-хана в исторической драме «Джавад-хан» по решением комиссии по награждению имени Насибы Зейналовой лучшему артисту года на театральной сцене и награжден почетной грамотой.
Алим Мамедов пришел в театр в середине 1960-х и вскоре стал известен как исполнитель героических ролей.
Главные роли: Тариель («Тариель», Мамедали Насиров), Тахиров («Мезозойская история», Магсуд Ибрагимбеков), Шах Аббас («Когда звезды встречаются», Алтай Мамедов), Мехди-Михайло («На дальних берегах», Имран Гасымов и Гасан Сеидбейли), Хемон («Антигона», Софокл), Пивонка («Странный нищий», Ян Салович), Фуад, Огтай («Алмаз» и «Огтай Элоглу», Джафар Джаббарлы), Бахтияр («Комсомольская поэма», Искандер Джошгун), Афган («Просить счастья», Теймур Мамедов), Бехмен («Рядом с мужчиной», Иси Маликзаде), Гасым («Первый поцелуй», Абдукаххар Ибрагимов), Юрий («Два брата», Михаил Лермонтов), Гейдар-бек («Гаджи Кара», Мирза Фатали Ахундзаде), Гачак Наби («Беглец Наби», Сулейман Рустам), Аршад («Учатилан», Ильяс Эфендиев), Эльмеддин («Пропавшая невеста», Алибала Гаджизаде), Аптекарский сын («Меч Демокииса», Назым Хикмет), Надир-бей («Олень», Гусейн Джавид), Туреулец («Общественное мнение», Аурел Баранга), Нихат («Яд кызы», Орхан Кемаль), Алекбар (« Семь мальчиков и девочка», Ровшан Агаев), Прометей («Огонь коню, Прометей!», Мустай Карим), Эльдар и Вагиф («Вагиф», Самед Вургун), Аббас («Жизнь», Мирза Ибрагимов), Иван Мастаков («Старик», Максим Горький).

## Фильмография
- В этом южном городе (фильм, 1969)
- Дьявол в поле зрения (фильм, 1987)
- Газельхан (фильм, 1991)
- Привет с того света (фильм, 1991)
- Черная «Волга» (фильм, 1994)
- Школа Улуханлы (фильм, 2007)

## Награды
- Заслуженный артист Азербайджанской ССР — 1981[2];
- Народный артист Азербайджана — 1992[3].
- На 880 летие "Низами Гянджеви" памятный значок - 2021
- По решению Союза театральных деятелей Азербайджана награжден медалью "Sənətkar" - 2020